# Michael Keating (Diplomat)
Michael Keating (geb. 1959) ist ein britischer Historiker, Friedensforscher und Diplomat. Er ist seit 2018 Exekutivdirektor des European Institute of Peace in Brüssel. Davor war er in verschiedenen Funktionen für die Vereinten Nationen tätig, zuletzt von 2016 bis 2018 als UN-Sonderbeauftragter für Somalia.

## Herkunft und Ausbildung
Keating wurde 1959 in Kampala (Uganda) geboren und wuchs auch in Afrika auf. Er studierte Geschichtswissenschaften an der University of Cambridge und schloss als Master of Arts ab.

## Karriere
Keatings Laufbahn teilt sich in einen privaten und einen öffentlichen Bereich. Seine Erfahrung im privaten Bereich schließt fünf Jahre im Finanzjournalismus in der City of London ein; er arbeitete beim Fernsehen in der Produktion von Dokumentationen bei der BBC und beim Channel 4. Anschließend leitete er Media Natura, eine Management- und Kommunikationsberatung für Unternehmen und öffentliche Einrichtungen, die sich mit Umwelt-, Menschenrechts- und Entwicklungsfragen befassen.
Keating begann seine internationale Laufbahn 1985 in Genf als Sonderassistent des ehemaligen Flüchtlingshochkommissars Sadruddin Aga Khan, befasst mit verschiedenen Themen wie Nichtverbreitung von Nuklearwaffen, Flucht und Vertreibung, UN-Reform, Umweltschutz und religiöser Toleranz. Nach Vororteinsätzen in Afghanistan und Pakistan arbeitete er von 1999 bis 2001 als Leitender Berater für den Administrator des UN-Entwicklungsprogramms (UNDP) Mark Malloch Brown in New York. Es folgten UN-Einsätze in Genf, New York City, Jerusalem, Gaza, Peshawar, Islamabad und Kabul. Von 2004 bis 2008 war er UN Resident Coordinator in Malawi.
Von 2008 to 2010 war er Exekutivdirektor des Africa Progress Panel, eines vom ehemaligen UN-Generalsekretär Kofi Annan geleiteten Gremiums, das sich mit der Entwicklung Afrikas beschäftigte.
2010 kehrte Keating zu den UN zurück und war bis 2012 Stellvertreter des UN-Sonderbeauftragten Staffan de Mistura und seines Nachfolgers Ján Kubiš bei der Unterstützungsmission der Vereinten Nationen in Afghanistan. Von 2012 bis 2013 leitete er das Team bei den UN, das den Aktionsplan „Human Rights Up Front“ zur Prävention von Menschenrechtskrisen entwickelte.
Zwischen 2012 und 2015 arbeitete Keating als Berater für eine Reihe von Konflikt-Mediations-Organisationen, darunter „Inter Mediate“ und „Search for Common Ground“. Von 2014 bis 2015 war er auch leitender Berater für den UN-Sondergesandten für Syrien.
2015 wurde Keating zu stellvertretenden Direktor des Thinktanks Chatham House in London, wo er eine Reihe von Projekte betreute, beispielsweise zu Afghanistan, zu Konflikten um natürliche Ressourcen, zur Moving Energy Initiative und zum humanitären Engagement gegenüber nichtstaatlichen bewaffneten Gruppen.
Von 2016 bis 2018 war er UN-Sonderbeauftragter für Somalia und Leiter der United Nations Assistance Mission in Somalia (UNSOM).
Er ist seit 2018 Exekutivdirektor des European Institute of Peace in Brüssel, einer unabhängigen Konfliktlösungs-Organisation mit Sitz in Brüssel mit Aktivitäten in 15 Ländern Afrikas, des Mittleren Ostens, Osteuropas, Zentralasiens und Lateinamerikas.

## Sonstige Tätigkeiten
Keating war Treuhänder, Vorstandsmitglied und Botschafter für Non-Profit-Organisationen wie Afghan Connection, Afghan Research and Evaluation Unit, die Ashden Awards und Theatre for a Change.

## Auszeichnungen
2019 wurde er für seine Dienste in der internationalen Diplomatie, der Konfliktprävention und dem Einsatz für die Menschenrechte in den Orden des hl. Michael und des hl. Georg aufgenommen.

## Privates
Michael Keating ist verheiratet und hat vier Kinder.

## Veröffentlichungen (Auswahl)
- mit  Matt Waldman: War and Peace in Somalia: National Grievances, Local Conflict and Al-Shabaab Hurst/OUP, 2018

- mit Sagal Abshir (New York University Centre on International Co-operation): The Politics of Security in Somalia, 2018

- mit Richard Bennett: The Contribution of Human Rights to Protecting People in Conflict in Protection of Civilians (Ed Haidi Wilmot et al.), Oxford University Press, 2016

- mit Patricia Lewis (Chatham House): Towards a Principled Approach to Engagement with Non-state Armed Groups for Humanitarian Purposes, 2016

- mit Oli Brown (Chatham House): Addressing Natural Resource Conflicts, 2015

- Countering Terrorism and Violent Extremism Paper for The Council of Councils Annual Conference, Council of Foreign Relations, 2015

- mit Barbara Stapleton (Chatham House):Military and Civilian Assistance to Afghanistan 2001–14: An Incoherent Approach, 2015

- mit Glenn Denning et al.: Input Subsidies to Improve Smallholder Maize Productivity in Malawi: Towards an African Green Revolution in PLoS Biology, 2009

- Counting the Cost of Corruption in Malawi: A Perspective from the Field in McGeorge Global Business and Development Law Journal, Vol 20., Pacific, 2007

- mit Anne Le More et al. (Chatham House): Aid, Diplomacy and Facts on the Ground—The Case of Palestine, 2005

- Dilemmas of Humanitarian Assistance in Afghanistan in Fundamentalism Reborn? Ed William Maley, New York University Press, 1998

- The World Today. Daily Challenges of the UN Chief in Somalia, 2016

- Aid Agencies Must Re-wire their Approach to Refugees Energy Needs in The Guardian, 2015

- An Afghan Write Off Is Not an Option. in The New York Times, 2013

- Real Security in Afghanistan Depends Upon People's Basic Needs Being Met. in The Guargian, 2013

## Quellnachweise
1. ↑  Secretary-General Appoints Michael Keating of United Kingdom Deputy Special Representative for Afghanistan. (englisch).
2. ↑  European Institute of Peace. (englisch).
3. ↑  UN Envoy: Somali Leaders' Lack of Trust Stymies Progress. (englisch).
4. ↑  Jeffrey Gettleman (7 February 2017), Fueled by Bribes, Somalia’s Election Seen as Milestone of Corruption New York Times.
5. ↑  Africa Progress Panel. In: africaprogresspanel.org. Archiviert vom Original am 14. Dezember 2012; abgerufen am 30. April 2021 (englisch).
6. ↑  Secretary-General Appoints Michael Keating of United Kingdom Deputy Special Representative for Afghanistan | Meetings Coverage and Press Releases. (englisch).
7. ↑  Rob Nordland (3 February 2012), Driven Away by a War, Now Stalked by Winter’s Cold New York Times.
8. ↑  Deputy Secretary-General’s press conference on Rights up Front Action Plan | United Nations Secretary-General. Un.org, 19. Dezember 2013, abgerufen am 27. August 2022 (englisch).
9. ↑  European Institute of Peace. (englisch).
10. ↑  Who We Are. (englisch).
11. ↑  https://assets.publishing.service.gov.uk/government/uploads/system/uploads/attachment_data/file/767768/DS_O_NY19_M_G_HMTQ.pdf
12. ↑  https://press.un.org/en/2015/sga1609.doc.htm abgerufen am 11. Juni 2023

| Personendaten    | Personendaten                      |
| ---------------- | ---------------------------------- |
| NAME             | Keating, Michael                   |
| ALTERNATIVNAMEN  | Keating, Michael Matthew           |
| KURZBESCHREIBUNG | britischer Diplomat und UN-Beamter |
| GEBURTSDATUM     | 1959                               |